# Frank Lloyd Wright
Frank Lloyd Wright  (8. juni 1867 – 9. april 1959) var en amerikansk arkitekt, som udviklede en særlig amerikansk udgave af modernismen i kritisk opposition til både historicismen og Bauhaus-arkitekturen og den senere International Style.
Han betragtes som en af de mest prominente og indflydelsesrige arkitekter i første halvdel af 1900-tallet.
En liste over Frank Lloyd Wrights arbejder findes her en:List of Frank Lloyd Wright works.

## Anerkendelse
Frank Lloyd Wright har af eftertiden fået utallige anerkendelser for sin nyskabende arkitektur. UNESCO har under titlen “The 20th-century Architecture of Frank Lloyd Wright” optaget otte af hans bygninger på listen over verdens kulturarv, se også her og UNESCO's Verdensarvsliste (Amerika).
- Fallingwater (1937)
- Solomon R. Guggenheim Museum (1956)
- Aline Barnsdall Hollyhock House (1922) se en:Hollyhock House
- Jacobs House (1937) se en:Herbert and Katherine Jacobs First House
- Robie House (1910) se en:Robie House
- Taliesin (1911) se en:Taliesin North[4]
- Taliesin West (1937) se en:Taliesin West
- Unity Temple (1908) se en:Unity Temple

- Fallingwater
- Guggenheim Museum
- Hollyhock House[5]
- Jacobs House
- Robie House (1908)
- Taliesin
- Taliesin West
- Unity Temple

Som Lego-samlesæt:
- Fallingwater

## Andre kendte bygninger
- Larkin Building, Buffalo, New York (1904; nedrevet 1950)[6][7][8]
- Darwin Martin Complex, Buffalo, New York 1903-1905[9]
- Graycliff, syd for Buffalo, New York (o. 1930)[10][11][12]
- First Unitarian Meeting House, Madison, Wisconsin (1951),se en:First Unitarian Society of Madison[13]
- Ennis House, Los Angeles (1923), location for mange film, bl.a. Blade Runner, se en:Ennis House
- Monoma Terrace, Madison, Wisconsin, bygget posthumt efter Frank Lloyd Wrights ideer og tegninger (se billedet)

- Larkin Building
- Darwin Martin House
- Graycliff
- Unitarian House
- Ennis House
- Monoma Terrace